# Parvis Jean-Maurice-Verdier
Le parvis Jean-Maurice-Verdier est une voie située dans le 17e arrondissement de Paris, en France.

## Situation et accès
Cette place est située le long de la façade nord-est de l'église Sainte-Odile, avenue Stéphane-Mallarmé.

## Origine du nom
La voie porte le nom de Jean-Maurice Verdier (1928-2018), juriste et universitaire français.

## Historique
Par délibération du 8 juin 2023, la voie prend la dénomination de « parvis Jean-Maurice Verdier ».